# Power Players
A Power Players 2019 és 2021 között futott amerikai–francia televíziós 3D-s számítógépes animációs kalandsorozat, amelyet Jeremy Zag készített.
A sorozatot Amerikában 2019. szeptember 21-én, míg Magyarországon 2020. május 25-én mutatta be a Cartoon Network.

## Cselekmény
Miután a 9 éves Axel Mulligan véletlenül kiszabadítja Galádot, és felfedezi a Power Bandzet. Összeáll velük, hogy legyőzzék Galádot.

## Szereplők

### Főszereplők
| Szereplő       | Eredeti hang     | Magyar hang       |
| -------------- | ---------------- | ----------------- |
| Axel           | Kieran Walton    | Czető Ádám        |
| Maszkosember   | Carlos Salazar   | Kisfalusi Lehel   |
| Sarge őrmester | Greg Chun        | Varga Rókus       |
| Medverian      | Jamieson Price   | Bognár Tamás      |
| Bogyó Bobby    | Reba Buhr        | Sipos Eszter Anna |
| Zoe            | Carolina Ravassa | Pekár Adrienn     |
| Galileo        | Todd Haberkorn   | Moser Károly      |
| Labot          | Landon McDonald  | Pavletits Béla    |

### Mellékszereplők
| Szereplő     | Eredeti hang | Magyar hang     |
| ------------ | ------------ | --------------- |
| Andrew bácsi | Scott Whyte  | Törköly Levente |
| Luka         | Aleks Lo     | Bogdán Gergő    |

### Gonoszok
| Szereplő          | Eredeti hang     | Magyar hang                                     |
| ----------------- | ---------------- | ----------------------------------------------- |
| Galád             | Paul Haapaniemi  | Sörös Miklós                                    |
| Orangutank        | Steven T. Seagle | Hám Bertalan                                    |
| Taréjos           | Scott Whyte      | Hám Bertalan                                    |
| Dynamo            | Todd Haberkorn   | Szrna Krisztián                                 |
| Cukor Só hercegnő | Sona Movesesian  | Laudon Andrea (1. hang) Hermann Lilla (2. hang) |
| Dr. Nautilus      | Richard Horvitz  | Szokol Péter                                    |

További magyar hangok: Orosz Gergely, Kossuth Gábor, Andrádi Zsanett, Haagen Imre, Timon Barnabás, Háda János, Szrna Krisztián

## Epizódok
| Évad | Évad | Epizódok | Eredeti sugárzás     | Eredeti sugárzás | Magyar sugárzás | Magyar sugárzás  |
| Évad | Évad | Epizódok | Évadpremier          | Évadfinálé       | Évadpremier     | Évadfinálé       |
| ---- | ---- | -------- | -------------------- | ---------------- | --------------- | ---------------- |
|      | 1    | 78       | 2019. szeptember 21. | 2021. június 5.  | 2020. május 25. | 2021. június 23. |